# Caesar Belser
Caesar Edward Belser (13 de setembro de 1944 – 5 de março de 2016) foi um jogador profissional de futebol americano estadunidense.

## Carreira
Caesar Belser foi campeão da Super Bowl IV jogando pelo Kansas City Chiefs.
Morreu em 5 de março de 2016, aos 71 anos. Ele estava lutando contra um câncer de pulmão, bem como danos neurológicos decorrentes da prática do esporte. Por desejo de sua família, seu cérebro será doado para a pesquisa científica. 